# Roy Carroll
Roy Eric Carroll (født 30. september 1977) er en nordirsk fodboldspiller, der spiller som (målmand) for Linfield FC. Linfield FC er en nordirsk klub der spiller i den bedste række i Nordirland. JJB Sports Premiership.

## Karriere

### Odense Boldklub
Den 17. august 2009 underskrev han en treårig aftale med Odense Boldklub.
Han fik sin debut for Odense Boldklub i Superligaen den 17. august 2008 i en 1-0-sejr over FC Midtjylland i 5. spillerunde. Efter han kun 14 kampe for OB blev hædret med Det gyldne bur, som gives til den bedste målmand i dansk fodbold. 
Han nåede at spille 59 kampe for Odense Boldklub i Superligaen, før han forlod klubben igen den 1. februar 2011. På nuværende tidspunkt spiller han for Linfield FC i den nordirske JJB Sports Premiership.